# David Simon (homme d'affaires)
Pour les articles homonymes, voir Simon et David Simon (homonymie).
 (janvier 2017).
David E. Simon est président et chef de la direction de Simon Property Group, une entreprise américaine du S&P 500 et la plus grande entreprise immobilière cotée en bourse.

## Jeunesse et formation
Simon est le fils d'un promoteur immobilier américain Melvin Simon et de sa première femme, Bess (née Meshulam). Il a obtenu une licence de l'université de l'Indiana , en 1983, et un M. B. A. de l'université de Columbia's Graduate School of Business , en 1985.

## Carrière
Simon a commencé sa carrière chez First Boston. De 1988 à 1990, il a travaillé à Wasserstein Perella & Co. en tant que vice-président.
Il a rejoint le prédécesseur de Simon Property Group, Melvin Simon & Associés en 1990 en tant que chef de la direction financière. En 1993, il a dirigé l'introduction en bourse de Simon Property Group avec une offre initiale de près de 1 milliard de dollars ce qui à l'époque était l'offre la plus importante réalisée par un groupe immobilier. Il est devenu le directeur général en 1995 et Président en 2007.
Après la prise de participation de Simon Property Group au capital de Klépierre, David Simon en est devenu le président du conseil de surveillance.

## Philanthropie
En 2013, il a fait don de 5 millions de dollars en faveur de la construction à la Columbia Business School de nouvelles installations.

## Vie personnelle
En 1986, il a épousé Jacqueline Susan Freed,,. Ils ont cinq enfants: Eli, Rebecca, Hannah, Samuel, et Noé.